# Podkočna
Podkočna je naselje v Občini Jesenice.